# Бранденбург-Прусия
Вижте пояснителната страница за други значения на Бранденбург.
Бранденбу́рг-Пру́сия (на немски: Brandenburg-Preußen) е германско княжество, създадено през 1618 г. посредством обединението на Маркграфство Бранденбург и Херцогство Прусия.
На 18 януари 1701 г. Бранденбург-Прусия е прогласено за Кралство Прусия.